# Trente Glorieuses
Les Trente Glorieuses ('Trenta Gloriosos', en francès) són el període de fort creixement econòmic i la millora de les condicions de vida que conegué la gran majoria de països desenvolupats, majoritàriament membres de l'Organització de Cooperació i Desenvolupament Econòmic (OCDE), entre el 1946 i el 1975.
L'expressió fou encunyada a per Jean Fourastié el 1979 en record de les Trois Glorieuses.
Les Trente Glorieuses foren una revolució silenciosa però portadora de canvis econòmics i socials importants que marcaren el pas d'Europa a la societat de consum quaranta anys després dels Estats Units. El cas de França permet copsar en particular el sentit del subtítol del llibre de J. Fourastié, Révolution invisible, però el creixement també fou fort a Alemanya, Itàlia, el Canadà i el Japó, impulsat per la inversió el consum.
Després d'un inici difícil, els 28 anys que separen la fi de la Segona Guerra Mundial, el 1945 del xoc del petroli del 1973 es caracteritzen per:
- la reconstrucció econòmica de països devastats en gran manera per la guerra
- el retorn a una situació de plena ocupació a la gran majoria de països
- un creixement fort de la producció industrial (creixement anual mitjà de la producció d'aproximadament el 5%)
- una expansió demogràfica important (el baby boom) a certs països europeus i nord-americans (particularment França, l'Alemanya de l'Oest, els Estats Units i el Canadà).

El fort creixement fou facilitat per un accés encara barat a les energies en general i les energies fòssils en particular, així com un tancament de la bretxa tecnològica (en relació amb els Estats Units) als països amb un capital humà (nivell d'educació i experiència dels treballadors) important.
Des del punt de vista econòmic, les Trente Glorieuses foren un període extremament brillant durant el qual el producte interior brut augmentà significativament: 
Per ex.: l'índex de producció industrial a França, a preus constants (base 100 el 1938)
| 1938 | 1947 | 1957 | 1967 | 1973 |
| ---- | ---- | ---- | ---- | ---- |
| 100  | 99   | 204  | 338  | 452  |

És a dir, del 1938 al 1973, una multiplicació per 4,5, un creixement anual mitjà rècord del 5,9%.
Al principi del període, una vegada acabada la Segona Guerra Mundial, els països afectats tenien les infraestructures destruïdes i l'economia devastada o orientada a la producció militar.
Al final d'aquest període es constata globalment que la societat s'havia remodelat profundament, esdevenint una societat de consum de masses i una societat de lleure. Aquest fenomen és en part una arribada tardana a l'estil de vida estatunidenc de la dècada del 1920. De la mateixa manera, el PIB per capita s'acostà al nivell estatunidenc (per a tornar-se'n a allunyar a la dècada del 1980).